# Ermita de San Roque (Almenara)
La ermita de San Roque, en Almenara, comarca de la Plana Baja, Castellón, es un lugar de culto católico, sito en la calle San Roque número 20, catalogado como Bien de Relevancia Local, según la Disposición Adicional Quinta de la Ley 5/2007, de 9 de febrero, de la Generalitat, de modificación de la Ley 4/1998, de 11 de junio, del Patrimonio Cultural Valenciano (DOCV Núm. 5.449 / 13/02/2007); presentando como código de identificación 12.06.011-005.
La ermita es del siglo XVIII y presenta un aspecto externo muy sencillo con fachada en chaflán, que presenta una única puerta de acceso, adintelada y rematada en frontón semicircular. Como remate a la fachada se alza un pequeño hastial que hace las veces de espadaña donde se ubica una sola campana. La ermita está dedicada a San Roque, patrón del pueblo.